# BD à Bastia
 (septembre 2018).
Si vous disposez d'ouvrages ou d'articles de référence ou si vous connaissez des sites web de qualité traitant du thème abordé ici, merci de compléter l'article en donnant les références utiles à sa vérifiabilité et en les liant à la section « Notes et références ».
BD à Bastia, sous-titré Rencontres de la bande dessinée et de l’illustration, est un festival de bande dessinée et d'illustration qui se déroule au printemps à Bastia depuis 1994. Surtout consacré à la bande dessinée d'auteur, ce festival présente la particularité de ne pas proposer de séances de dédicaces.

## Principes
« BD à Bastia » est une rencontre internationale de la bande dessinée et de l’illustration. Organisé chaque année par Una Volta, le festival se déroule au début du mois d'avril. Durant quatre à cinq jours, le centre culturel devient un lieu de rencontre et d'exposition. La principale spécificité du festival de BD à Bastia consiste en l'absence de cadre formel pour ses rencontres : il n'y a par exemple pas de séance de dédicace pendant lesquelles les visiteurs font la queue, la possibilité d'aborder des auteurs étant continue et informelle. Ce modèle « familial » est dû à une limitation de la taille physique du festival, comme le déclarait Dominique Mattei : « Mais après dix années de Rencontres, nous avons décidé de nous limiter à un maximum de trente auteurs et de ne pas davantage augmenter le nombre d'expositions. Il faut laisser aux auteurs et aux visiteurs le temps de se rencontrer ».
Les rencontres de la bande dessinée et de l’illustration BD à Bastia se sont développées autour d'expositions, scénographies, ateliers de pratiques artistiques, temps de débats et de rencontres instaurés entre le public et les créateurs présents à Bastia.
Depuis 1994, les rencontres ont créé plus de 150 expositions, invité plus de dix pays dont l’Argentine, l’Italie, l’Espagne, les Pays-Bas, l’Allemagne, la Chine ou encore la Russie. Plus de 300 auteurs ont été reçus dont : Edmond Baudoin,  David B., José Muñoz, Jochen Gerner, Bruno Heitz, Blutch, Dupuy-Berberian, Emmanuel Guibert, François Schuiten, Cosey, Marjane Satrapi, Jacques Ferrandez, Georges Wolinski, Benoît Peeters, Lewis Trondheim, Christophe Blain, Claude Ponti, Grégoire Solotareff, Anne Herbauts, Antoon Krings, René Pétillon, Enki Bilal, Plantu, etc.
D'après Le Monde en 2006, le festival BD à Bastia est le « troisième en importance (après Angoulême et Quai des Bulles, à Saint-Malo) » ; sa « fréquentation s'accroît chaque année - plus de 12 000 personnes en 2005 ». Sur Actua BD en 2018, la programmation est décrite comme « riche, variée, exigeante et ouverte ».